# Gamasomorpha comosa
Gamasomorpha comosa là một loài nhện trong họ Oonopidae.
Loài này thuộc chi Gamasomorpha. Gamasomorpha comosa được miêu tả năm 2009 bởi Tong & Li.